# 西南港 (緬因州普查規定居民點)
西南港（英語：Southwest Harbor）是位於美國緬因州漢考克縣的一個普查規定居民點。

## 人口
根據2020年美國人口普查的數據，西南港的面積為3.49平方千米，當中陸地面積為3.49平方千米，而水域面積為0.00平方千米。當地共有人口740人，而人口密度為每平方千米212.03人。